# Harten in Atlantis
Harten in Atlantis (originele titel Hearts in Atlantis) is een verhalenbundel van de Amerikaanse schrijver Stephen King. De bundel verscheen voor het eerst in september 1999 en omvat twee novellen en drie korte verhalen. De verhalen zijn allemaal met elkaar verbonden door middel van steeds terugkerende personages.
Het boek draait om de babyboomgeneratie (waar King zelf ook toe behoort) en Kings idee over hoe deze generatie er niet in geslaagd is te voldoen aan hun eigen beloften en idealen. Ook de Vietnamoorlog is een regelmatig terugkerend thema in de verhalen.

## Plot

### Lage mannen in gele jassen
Originele titel: Low Men in Yellow Coats. Dit verhaal speelt in 1960 en is tevens het langste van de vijf verhalen.
Centraal staat de 11-jarige Bobby Garfield, die met zijn moeder Liz in Harwich (Connecticut) woont. Zijn  vader is jaren terug overleden en zijn moeder is erg afstandelijk tegenover hem. Buiten Bobby's weten om wordt ze op haar werk door haar baas, Don Biderman, tot een affaire gedwongen. Bobby brengt het grootste deel van zijn tijd door met zijn vrienden John "Sully" Sullivan en Carol Gerber, of met proberen geld te verdienen voor een nieuwe fiets.
Op een dag komt in het appartement boven hen een oudere man genaamd Ted Brautigan wonen. Liz mag hem vanaf het begin al niet, maar Bobby wordt al snel goede kennissen met Ted, die net als hij een voorliefde heeft voor literatuur. Ted geeft Bobby een opmerkelijke opdracht; hij wil dat Bobby voor hem uitkijkt naar tekens dat zogenaamde "Lage Mannen" in de buurt zouden zijn, daar deze het op Ted hebben voorzien. Men kan hun aanwezigheid onder andere opmerken door opsporingsposters voor zogenaamd vermiste huisdieren, en stoepkrijttekeningen van manen en sterren. Bobby ziet inderdaad dergelijke tekens, maar houdt dit nieuws aanvankelijk voor zich uit angst zijn nieuwe vriend te verliezen. Liz vreest dat Ted een pedofiel is. Om haar gerust te stellen doen Bobby en Ted alsof Bobby Ted dagelijks de krant komt voorlezen omdat Teds ogen slechter worden. Langzaam wordt duidelijk dat Ted over telepathische krachten beschikt en deze ook tijdelijk door kan geven aan anderen. Bobby merkt dit wanneer hij na een dagje op het strand een gokspelletje bij een straatartiest weet te winnen omdat hij de man zijn gedachten kan lezen.
Liz wordt door Biderman uitgenodigd om mee te gaan naar een conferentie in Providence, en omdat niemand anders beschikbaar is moet ze noodgedwongen Ted vragen zo lang op Bobby te passen. De conferentie blijkt echter slechts een smoes van Biderman en zijn cohorten om haar tot seks te kunnen dwingen; iets wat Bobby ook in zijn dromen ziet gebeuren. Tijdens haar afwezigheid neemt Ted Bobby mee naar een bar in Bridgeport om te wedden om een bokswedstrijd. Het blijkt dat Bobby's vader ook vaak in deze bar kwam en hier herinnerd wordt als een zeer aardige en vrijgevige man; heel anders dan wat zijn moeder Bobby altijd vertelt. Op weg terug naar huis ziet Bobby voor het eerst de lage mannen; ze zijn Ted weer op het spoor.
Terug in Harwich krijgen Bobby en Carol ruzie met een groepje jongens uit de buurt, geleid door Harry Doolin. De eerste keer kunnen ze ontkomen, maar later krijgt de groep Carol te pakken en slaat haar in elkaar met een honkbalknuppel. Bobby vindt haar in het park en brengt haar naar Ted. Deze biedt haar EHBO, maar net op dat moment komt Liz terug, en daar ze nu extra bevooroordeeld over mannen is als gevolg van wat haarzelf is overkomen, trekt ze wederom de conclusie dat Ted een pedofiel is. Ted en Bobby kunnen ternauwernood voorkomen dat ze de politie belt, maar Ted beseft dat hij niet langer in Harwich kan blijven. Nadat hij is vertrokken, ontdekt Bobby dat Liz de opsporingsposters voor Ted gezien heeft en de Lage Mannen heeft gebeld. Hij reist Ted achterna naar Bridgeport (waar Ted eerst nog even snel het gewonnen geld van zijn weddenschap wilde halen) maar is te laat. De Lage Mannen nemen Ted mee en dreigen Bobby ook gevangen te nemen, maar Ted belooft dat hij vrijwillig zal meewerken als ze Bobby laten gaan.
Bobby collecteert nadien het geld dat Ted met zijn weddenschap had gewonnen. Met dit geld kunnen hij en Liz Harwich ontvluchten en elders een nieuw leven opbouwen. Voor hun vertrek, pakt Bobby Harry hardhandig terug voor wat hij gedaan heeft door hem af te ranselen met een honkbalknuppel. In de jaren erop wordt Bobby steeds meer een probleemjongere; hij gaat roken, komt herhaaldelijk in aanvaring met de politie en moet zelfs een tijdje de jeugdgevangenis in. Het keerpunt komt echter wanneer hij een brief ontvangt met daarin rozenblaadjes die niet van een gewone roos kunnen zijn. Dit is voor Bobby het bewijs dat Ted weer ontsnapt is aan de Lage Mannen.

### Harten in Atlantis
Originele titel: Hearths in Atlantis.
Dit verhaal speelt in 1966 en draait om Peter Riley, een eerstejaars student aan de University of Maine. De Vietnamoorlog woedt in alle hevigheid, en op grote schaal worden jonge mannen opgeroepen voor dienstplicht. In zijn gedachten vergelijkt Riley de universiteit met het mythische Atlantis; een koninkrijk dat los staat van de problemen in de rest van de wereld. Want studenten aan de universiteit hebben vrijstelling van dienstplicht.
Riley raakt echter verslaafd aan hartenjagen wanneer een medestudent genaamd Ronnie Malenfant dit spel binnen het studentenhuis populair maakt. Al snel wordt het een obsessie voor de inwoners van het studentenhuis en gebruiken Riley en veel andere studenten elke vrije minuut om te kunnen spelen. Zodoende raken ze zwaar achter op hun studie en beginnen hun cijfers te kelderen. Daarmee wordt de dreiging dat ze van de universiteit zullen worden gestuurd en toch het leger in moeten groter, maar slechts een enkeling weet zich los te rukken van het spel. Dit alles wordt met argusogen gevolgd door David Dearborn, de toezichthouder in het studentenhuis.
Tegelijkertijd begint Riley een relatie met (de nu 17-jarige) Carol Gerber en maakt het derhalve uit met zijn vorige vriendin. Maar Carol heeft ook zo haar obsessies; ze raakt actief betrokken bij studentenprotesten tegen de oorlog. Ze breekt na Thanksgiving Day haar studie af, onder andere om voor haar moeder te gaan zorgen maar ook (zo blijkt later in het verhaal) om meer te kunnen meedoen met demonstraties. Op de universiteit zelf groeit de weerzin tegen de oorlog eveneens. Zelfs Riley gaat een vredessymbool op zijn schooljack dragen. Een invalide jongen genaamd Stoke Jones gooit nog wat extra olie op het vuur door anti-oorlogsgraffiti op de campus te verspreiden. Dit zet vooral bij Dearborn en de decaan kwaad bloed.
Niet veel later volgt het keerpunt in Riley's leven; tijdens een zware regenbui, waarbij de campus deels overstroomt, zien Riley en zijn medespelers hoe Jones zich al stuntelend een weg naar de campus probeert te banen, maar ten val komt en bijna verdrinkt. Aanvankelijk vindt de groep dit dermate amusant dat ze uit leedvermaak Jones uit beginnen te lachen, maar wanneer ze de ernst van de situatie beseffen schieten ze Jones te hulp en brengen hem naar de ziekenzaal. Zich schamend over hoe ze zich zo makkelijk lieten verlagen tot hun ongepaste gedrag, zweren Riley en zijn vriend Skip Kirk het kaarten af en proberen hun studie nog te redden. Tevens komt Kirk met een plan om Jones te beschermen tegen Dearborn. Ze schilderen allemaal het vredesteken op hun kleren en spullen zodat men niet langer kan bewijzen dat Jones de dader van de graffiti was.
Kirk en Riley weten uiteindelijk nipt hun volgende examenronde door te komen en kunnen hun studiebeurs dus behouden, al vermoed Riley dat de docenten mild  voor hen geweest zijn omdat ze ook niet graag zien hoe hun leerlingen naar Vietnam gestuurd worden. Malenfant wordt, net als een aantal andere studenten, vanwege zijn slechte cijfers van de universiteit gestuurd  en moet inderdaad het leger in, maar dit kan hem weinig schelen daar hij volgens eigen zeggen wel de onbetwiste kampioen hartenjagen is. Uit een brief verneemt Riley dat Carol inmiddels vast lid is van een protestgroep, die in de loop der jaren er steeds meer terroristische neigingen op nahoudt.

### Blinde Willie
Originele titel: Blind Willie.
Dit verhaal speelt in 1983 en toont de lezer een dag uit het leven van Willie Shearman. Willie is een van de pestkoppen die in 1960 Carol Gerber mishandelde; iets waar hij nog steeds spijt van heeft. Ook heeft hij in Vietnam gevochten (hij zat in dezelfde eenheid als John Sullivan en Ronnie Malenfant); iets waar hij zich ook voor schaamt. Nu probeert hij op zijn eigen manier boete te doen voor beide wandaden. Zijn boetedoening bestaat eruit dat hij zich dagelijks voordoet als een blinde Vietnamveteraan en op straat om geld bedelt. Van dit geld houdt hij genoeg achter om van rond te komen, maar de rest spaart hij op en doneert hij eenmaal per jaar anoniem aan meerdere goede doelen en liefdadigheidsinstanties.
's Ochtends reist Willie gewoon per trein van Connecticut naar New York, naar het kantoorgebouw waar hij 2 boven elkaar gelegen kantoren huurt. Maar die kantoren en de bijbehorende eenmanszaken zijn slechts een dekmantel voor wat hij werkelijk doet, want kort na zijn aankomst in het kantoor op de vijfde etage gaat Willie door een zelfgemaakt luik naar zijn kantoor op de verdieping erboven, vermomt zich daar als blinde Vietnamveteraan en gaat de straat op naar zijn vaste bedelplekje. Zowel voor vertrek als na terugkomst schrijft hij een tijdje strafregels in een notitieblok, waarin hij zijn spijt voor wat hij Carol heeft aangedaan benadrukt. Op weg naar zijn bedelplek stopt hij steevast nog even in het herentoilet van een hotel om de laatste hand aan zijn vermomming te leggen.
Willies act blijkt gedurende het verhaal niet geheel gespeeld, want naarmate de dag verstrijkt wordt hij tijdelijk echt blind (mogelijk door een somatoforme stoornis, overgehouden aan het feit dat hij in Vietnam tijdelijk verblind werd tijdens een vuurgevecht). Willie blijkt ook nog de honkbalhandschoen die hij ooit van Bobby Garfield had gestolen te bezitten, en gebruikt deze nu als instrument bij zijn bedelrondes. Tevens houdt hij een plakboek bij over Carol Gerber, die nu actief lid is van een militante protestgroep geleid door een zekere Raymond Fiegler. Het dieptepunt kwam toen de groep een bomaanslag pleegde op een campus. Door een onbekende fout ging de bom op de verkeerde tijd af en vielen er dodelijke slachtoffers. Carol had geprobeerd de bom nog te ontmantelen, maar Fiegler weerhield haar hiervan. De politie deed nadien een inval op het hoofdkwartier van de groep, waarbij wederom doden vielen. Ook van Carol wordt aangenomen dat ze hierbij omgekomen is, hoewel haar lichaam nooit is gevonden.
Eenmaal per maand krijgt Willie bezoek van agent Wheelock, een corrupte politie-agent die in ruil voor een geldbedrag Willie zijn gang laat gaan, hoewel hij sterk vermoed dat Willie de boel slechts belazerd. Vandaag is het weer zo ver. Wheelock geef te kennen dat hij vanaf komende maand meer geld wil zien en dat hij veel zin heeft om Willies gangen eens na te gaan om te zien wie Willie nu werkelijk is. Willie kan hem hier van weerhouden door te suggereren dat hij bewijs heeft om Wheelocks corruptie aan het licht te brengen, maar gedurende de dag blijft Wheelocks dreigement toch aan hem knagen. Wanneer hij weer huiswaarts keert aan het einde van de dag, besluit Willie om na kerst maar even een weekje vrijaf te nemen om een andere locatie voor zijn praktijken te zoeken. En mogelijk permanent iets aan Wheelock te doen. Vlak voor hij in slaap valt krijgt hij een goed idee, maar wat dit precies is wordt niet nader verteld.

### Waarom we in Vietnam waren
Originele titel: Why We're in Vietnam. Dit verhaal speelt in 1999 en draait om Bobby Garfields jeugdvriend John Sullivan.
Sullivan, zelf een Vietnamveteraan die nu werkzaam is als autoverkoper, bezoekt de begrafenis van een voormalig medesoldaat. Op de begrafenis ontmoet hij zijn voormalige bevelhebber Diefenbacker, en de twee halen herinneringen op aan Vietnam. Vooral een incident in de Dong Ha provincie, wat bijna escaleerde tot een herhaling van het Bloedbad van Mỹ Lai, staat de twee mannen in hun geheugen gegrift.
Die betreffende dag begon toen twee helikopters werden neergeschoten door de Vietcong. Sullivan maakte deel uit van een grondteam bestaande uit onder anderen Ronnie Malenfant, Diefenbacker en Willie Shearman. Dit team probeerde de piloten van de helikopters te redden, terwijl ze zelf onder vuur genomen werden. Hun reddingsactie mocht echter niet slagen. Hun bevelhebber kwam hierbij om en Diefenbacker was gedwongen de leiding over te nemen. De nederlaag en de stress van het hele gebeuren zorgden ervoor dat Malenfant doordraaide. Toen de groep een dorpje bereikte, wilde Malenfant wraak en ging een oudere dame te lijf met zijn bajonet. De vrouw overleefde de aanval niet. Diefenbacker kon nog nipt voorkomen dat de andere soldaten Malenfants voorbeeld zouden volgen, door bij wijze van voorbeeld een soldaat genaamd Slocum opdracht te geven een andere soldaat neer te schieten. Later die dag raakte Sullivan zelf zwaar gewond en werd door Willie naar een wachtende helikopter gebracht.
Sinds die betreffende dag hallucineert Sullivan geregeld dat de oude vrouw die Malenfant had vermoord bij hem is. Ze spreekt nooit met hem, maar observeert hem alleen. Hij is  inmiddels aan het verschijnsel gewend geraakt en noemt de vrouw zelfs liefkozend “mamma-san”. Vroeger zag hij haar dagelijks, maar in de loop der jaren verscheen ze steeds minder.
Naarmate hun gesprek vordert, wordt duidelijk dat Diefenbacker door de oorlog zwaar gedesillusioneerd is geraakt en absoluut geen hoge pet op heeft van zijn eigen generatie. Sullivan wil het niet meer aanhoren en vertrekt met het excuus dat hij de verkeersdrukte voor wil zijn. Onderweg naar huis ziet hij Mamma-san weer en raakt hij met haar aan de praat. Dan komt hij toch in een file terecht. Om hem heen stappen meerdere mensen uit hun auto. Sullivan meent zijn oude vriendin Carol Gerber te zien en stapt ook uit, maar zij is het niet. Dan beginnen plotseling voorwerpen uit de lucht te vallen, zoals huishoudelijke apparaten en zelfs een piano, en breekt er paniek uit. Een van de objecten die Sullivan raakt blijkt de oude honkbalhandschoen van Bobby Garfield (die in 1983 nog in handen van Willie Shearman was) te zijn. Wanneer Sullivan zich een weg terug naar zijn auto baant door de vallende voorwerpen heen, verschijnt Mamma-san weer en spreekt voor het eerst tegen hem; ze belooft hem te zullen beschermen. Plots zit Sullivan weer in zijn auto en is niks meer te merken van dat het kort ervoor nog voorwerpen regende, maar opvallend genoeg heeft hij de handschoen nog wel in zijn bezit.
De volgende dag leest Diefenbacker in de krant dat Sullivan terwijl hij in de file stond is overleden aan een hartaanval.

### De nacht daalt met hemelse tinten neer
Originele titel: Heavenly Shades of Night Are Falling.
Dit verhaal speelt eveneens in 1999 en draait wederom om Bobby Garfield. 40 jaar nadat hij met zijn moeder uit Harwich vertrok, keert Bobby nog eenmaal terug naar dit plaatsje om de begrafenis van John Sullivan bij te wonen. Tevens neemt hij de tijd om nog wat locaties uit zijn jeugd te bezoeken. Onbewust is hij nog steeds op zoek naar tekens die duiden op de aanwezigheid van de Lage Mannen.
Terwijl hij 's avonds in het park zit, wordt hij aangesproken door een vrouw. De vrouw blijkt niemand minder dan Carol Gerber te zijn, die de politie-inval op het hoofdkwartier van Fieglers protestgroep toch heeft overleefd. Ze draag echter nog altijd de littekens van dit incident. Ook heeft ze sinds die dag haar naam veranderd in Denise Schoonover en alle banden met haar oude leven doorgesneden.
De twee raken aan de praat. Bobby is nu timmerman van beroep, en Carol/Denise is wiskundelerares. Bobby onthuld dat hij hoorde over Sullivans dood toen hij een pakje per post kreeg, met daarin de honkbalhandschoen die Willie Shearman van hem gestolen had in 1960 (en die in het vorige verhaal even kort in Sullivans bezit was). In de handschoen vond hij een verfrommelde bladzijde uit Heer der vliegen, zijn favoriete boek vroeger.  De bladzijde komt duidelijk uit een in 1960 gedrukte editie van het boek, maar ziet er nog gloednieuw uit. Onderaan de bladzijde staat bovendien een symbolische vergelijking Carol in 1966 ook aan Peter Riley had gegeven. Hoewel ze geen van beide weten hoe dit kan, zijn ze er toch van overtuigd dat Ted Brautigan Bobby de handschoen gestuurd moet hebben.
Bobby  besluit de handschoen achter te laten in het park, op dezelfde plek waar hij hem destijds had laten liggen waarna Sherman het ding vond. Samen luisteren de twee jeugdvrienden naar het lied Twilight Time van The Platters en kijken ze naar hoe de zon ondergaat.

## Achtergrond
Het verhaal Blinde Willie werd eerder al gepubliceerd in oktober 1994 in het tijdschrift Antaeus en wederom in 1997 in de verhalenbundel Six Stories, die slechts in beperkte oplage werd uitgebracht. Voor de herpublicatie in Harten in Atlantis herschreef King het verhaal grondig.

## Connecties met andere werken van King
Het verhaal “Lage mannen in gele jassen” is nauw verbonden aan Kings De Donkere Toren-serie. De Lage Mannen zijn in die reeks handlangers van de scharlaken koning, en wanneer Ted gevangengenomen wordt, wordt zelfs kort gerefereerd aan de Donkere Toren zelf en de scherpschutters. Ted Brautigan speelt tevens een rol in het zevende boek, waarin blijkt dat hij een van de Brekers is; telepaten die door de Scharlaken Koning worden gebruikt om de stralen van de toren te vernielen. Hij was naar het Amerika van 1960 gevlucht met behulp van een andere telepaat, Sheemie Ruiz, en na weer te zijn gevangengenomen helpt hij Roland Deschain en zijn Ka-Tet om de brekers te stoppen. In het boek Black House dat Stephen King schreef samen met Peter Straub, wordt Ted Brautigan genoemd als 'Baas van de Brekers' en wordt de ontvoerde Tyler verteld dat hij als nieuwe breker vast zijn baas leuk zal vinden, omdat hij grappige verhalen kan vertellen over zijn eigen ontsnappingen.

## Verfilming
De verhalen "Lage mannen in gele jassen" en "De nacht daalt met hemelse tinten neer" dienden als basis voor de film Hearts in Atlantis, die in 2001 uitkwam. In de film speelt Anthony Hopkins de rol van Ted Brautigan, en Anton Yelchin Bobby Garfield. De film laat echter alle verwijzingen naar De Donkere Toren en de overige verhalen uit de roman achterwege.